# Красная (Архангельская область)
Кра́сная — посёлок в Верхнетоемском районе Архангельской области. Административно посёлок входит в состав Горковского сельского поселения, центром которого является деревня Согра.

## География
Посёлок расположен в среднем течении реки Илеша (приток Пинеги). К юго-западу от посёлка находится озеро Красновское. Через посёлок проходит автодорога «Красная — Усть-Илеша — Осяткино» и зимник «Белореченский — Красная — Кода — Осяткино — Окуловская».

## Население
| 2002 | 2010 |
| ---- | ---- |
| 628  | ↘504 |

## Инфраструктура
В посёлке находится Илешский фельдшерско-акушерский пункт.

### Карты
- [www.g151.ru/content/maps/disk11/P-38%20%20%2072%20%D0%BB%20%20(%D0%A0%D0%A4%20(%D0%9A%D0%9E%D0%A2%D0%9B%D0%90%D0%A1))/P38-057,058%20%20%20%D0%9A%D0%A0%D0%90%D0%A1%D0%9D%D0%90%D0%AF%20%2084-90%20%20(+).jpg Топографическая карта P38-057,058]
- Красная на карте Wikimapia